# Birdman Records
Birdman Records – niezależna wytwórnia płytowa z siedzibą w South San Francisco w Kalifornii.

## Artyści nagrywający w Birdman Records
- John Frusciante
- Foetus
- The Electric Prunes
- The Gris Gris
- The Spider Bags
- Howlin Rain
- Brother JT
- Ralph Carney
- The Time Flys
- Apache
- PFFR
- Brian Glaze
- The Cuts(inne języki)
- Boredoms
- Paula Frazer
- The Nice Boys
- Othar Turner
- Charlie Dee
- David Machum
- Mr. VIP
- The big nig
- Tommy.T
- Figa 8
- Ryan "the mouse that kisses" Mills